# Aritz Solabarrieta Aranzamendi
Aritz Solabarrieta (Ondarroa, 22 de juliol de 1983) és un exfutbolista professional basc, que ocupava la posició de migcampista. Posteriorment fa d'entrenador de futbol.

## Trajectòria esportiva
Format al planter de l'Athletic Club, passa pels diferents equips fins a arribar al primer planter, amb qui juga 11 partits a la màxima categoria. La temporada 05/06 és cedit a la SD Eibar. Posteriorment passa pel filial de l'Atlètic de Madrid i pel Real Jaén.
Internacional amb les seleccions espanyols inferiors, va guanyar l'Europeu sub-19 del 2002, i la Meridian Cup de 2001.